# Elbekreuzung 2

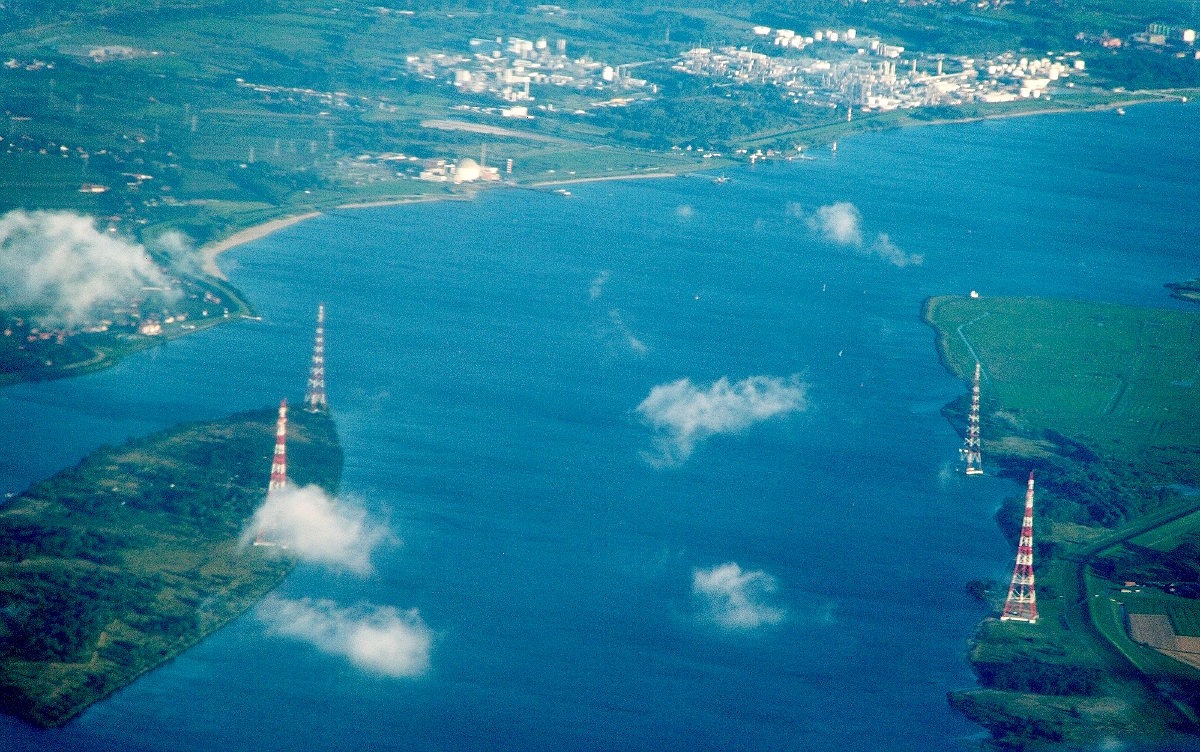
Luftbild nach Westen elbabwärts.
Vorn Elbekreuzung 2, dahinter Elbekreuzung 1, links: Insel Lühesand mit den südlichen Tragmasten beider Elbekreuzungen, im Hintergrund am Elbufer das ehemalige AKW Stade

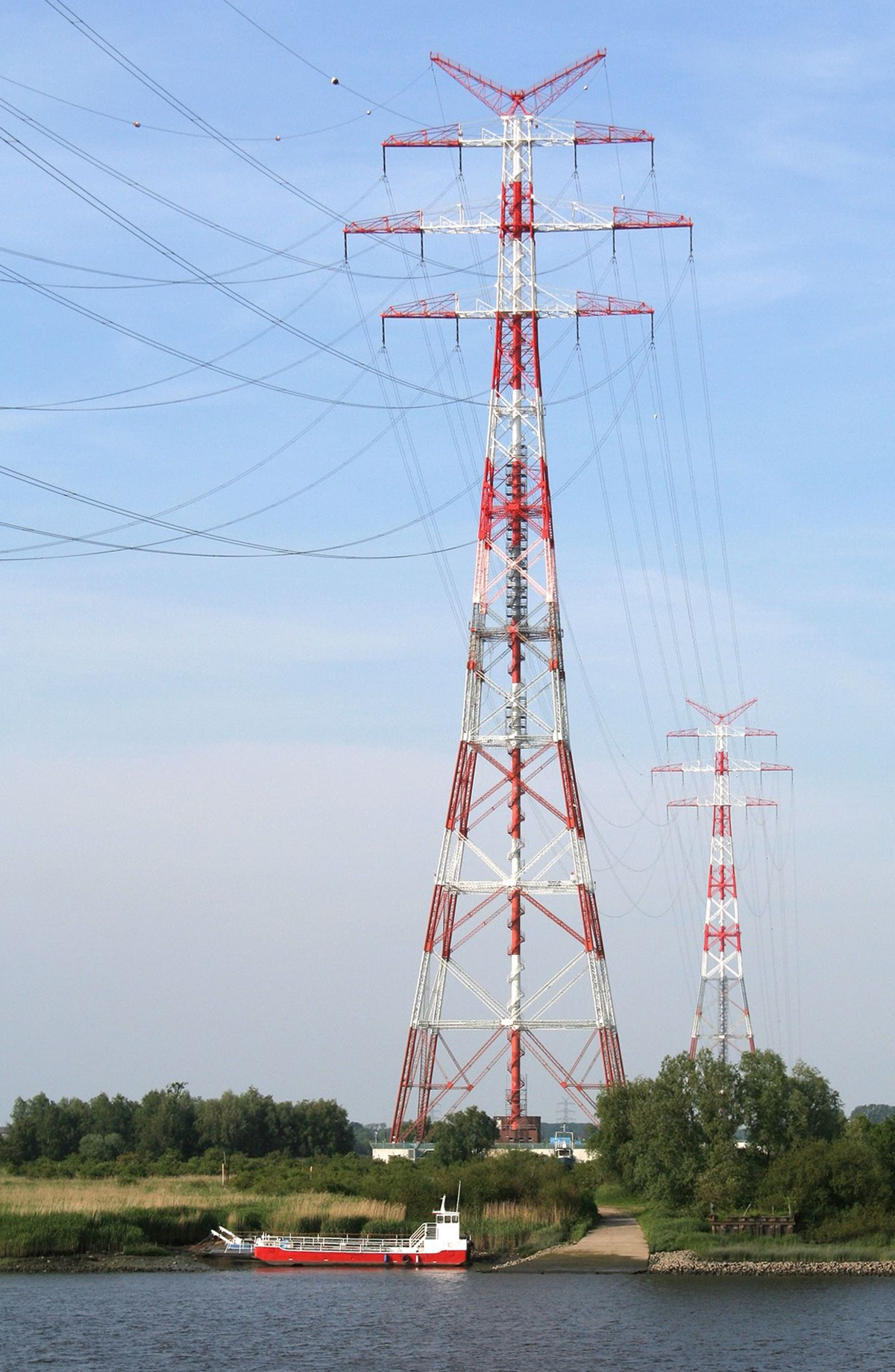
Tragmasten: Elbekreuzung 2

Die Elbekreuzung 2 ist eine zwischen 1976 und 1978 errichtete 380-kV-Drehstrom-Freileitungskreuzung der Elbe, die 1978 in Betrieb genommen wurde. Die Freileitung verbindet das Schaltwerk Wilster mit dem Umspannwerk Dollern, das östlich von Stade liegt. Die für vier Drehstromkreise mit einer Betriebsspannung von 380 kV ausgelegte Leitungskreuzung ergänzt die 1962 in Betrieb genommene Elbekreuzung 1. Betreiber ist Tennet TSO.
Die zwei Tragmasten der Kreuzung sind 227 m hoch und gelten als die höchsten Freileitungsmasten Europas. Unter den durchhängenden Leiterseilen besteht für den Schiffsverkehr auf der Elbe eine freie Durchfahrtshöhe von 75 m.

## Aufbau
Die Elbekreuzung 2 besteht aus vier Masten:
- Einem Abspannmast auf dem niedersächsischen Festland mit einer Höhe von 76 m. Dieser Mast steht auf einer Grundfläche von 18 m × 18 m. Er besitzt drei Traversen mit Spannweiten von 42 m, 51 m und 42 m in 37 m, 49 m und 61 m Höhe.
- Zwei Tragmasten (Ausführung als Tonnenmast) von 227 m Höhe, auf der Insel Lühesand und auf dem schleswig-holsteinischen Festland bei Hetlingen. Sie stehen auf einer Grundfläche von 45 m × 45 m. Ihre drei Traversen, die 56 m, 70 m und 57 m lang sind, befinden sich in einer Höhe von 172 m, 190 m und 208 m. Diese beiden Tragmasten, die 980 Tonnen wiegen, verfügen über einen selbstfahrenden Kletteraufzug, der im Innern der Konstruktion in einer Stahlröhre fährt. Die Masten sind zudem mit einer unterbrechungsfreien Stromversorgung für die Flugsicherheitsbefeuerung ausgerüstet. Die hierfür nötigen Geräte befinden sich in einem Häuschen am Boden in der Mastmitte.
- Einem Abspannmast auf dem schleswig-holsteinischen Festland mit einer Höhe von 62 m. Dieser Mast steht auf einer Grundfläche von 14 m × 14 m. Er besitzt drei Traversen mit Spannweiten von 42 m, 51 m und 42 m in 23 m, 35 m und 47 m Höhe.

Beseilt war die Kreuzung ursprünglich mit Zweierbündelleitern. 2019 wurde die Beseilung auf Viererbündel umgebaut. Oberhalb der Leiterseile sind zwei Blitzschutzleiter auf Erdseilhörnern verlegt.
Die Spannweite zwischen den Tragmasten über der Elbe beträgt etwa 1170 m. Alle vier Masten der Elbekreuzung 2 sind mit geländergesicherten Laufstegen ausgerüstet.

## Nutzung
Von den zwölf auf der Elbekreuzung 2 verlegten Leiterbündeln wurden in der Anfangszeit nur sechs genutzt (zwei Drehstromkreise). Die ungenutzten Leiter waren an den Abspannmasten geerdet. Als in den 1990er Jahren die Bahnen in Schleswig-Holstein elektrifiziert wurden, nahm man vier der ungenutzten Leiterseile der Elbekreuzung 2 als Bahnstromleitung in Betrieb, auf dem anschließenden Leitungsabschnitt wurden daher vier Leiterseile für 110-kV-Bahnstrom installiert. Die Tragmasten der Elbekreuzung 2 waren damit bis zum Umbau 2018 die höchsten von der Deutschen Bahn AG genutzten Freileitungsmasten.

## Umbeseilung zur Erhöhung der Übertragungsleistung
2018 begannen technische Arbeiten zur Erhöhung der Übertragungskapazität von 2,4 Gigawatt auf 9,6 Gigawatt. Dafür wurden zunächst die Bahnstromleitungen auf die Elbekreuzung 1 umgelegt und anschließend die Zweier- auf Viererbündel erweitert. Pro Seilgruppe wurde mit jeweils 12 Wochen Bauzeit gerechnet, insgesamt mit circa 2 Jahren, sowie Kosten von 165 Mio. €. Bereits seit 2017 wurden Umbauten an den Anschlussstrecken vorgenommen. Im Oktober 2019 ging die Elbekreuzung 2 mit der nun erhöhten Übertragungsleistung wieder in Betrieb.

## Zwischenfälle
Am 13. August 2001 kollidierte ein Leichtflugzeug bei schlechter Sicht mit einem der Erdseile der Elbekreuzung 2 zwischen den beiden Tragmasten und wurde schwer beschädigt, konnte jedoch noch landen. Menschen kamen nicht zu Schaden.

## Galerie

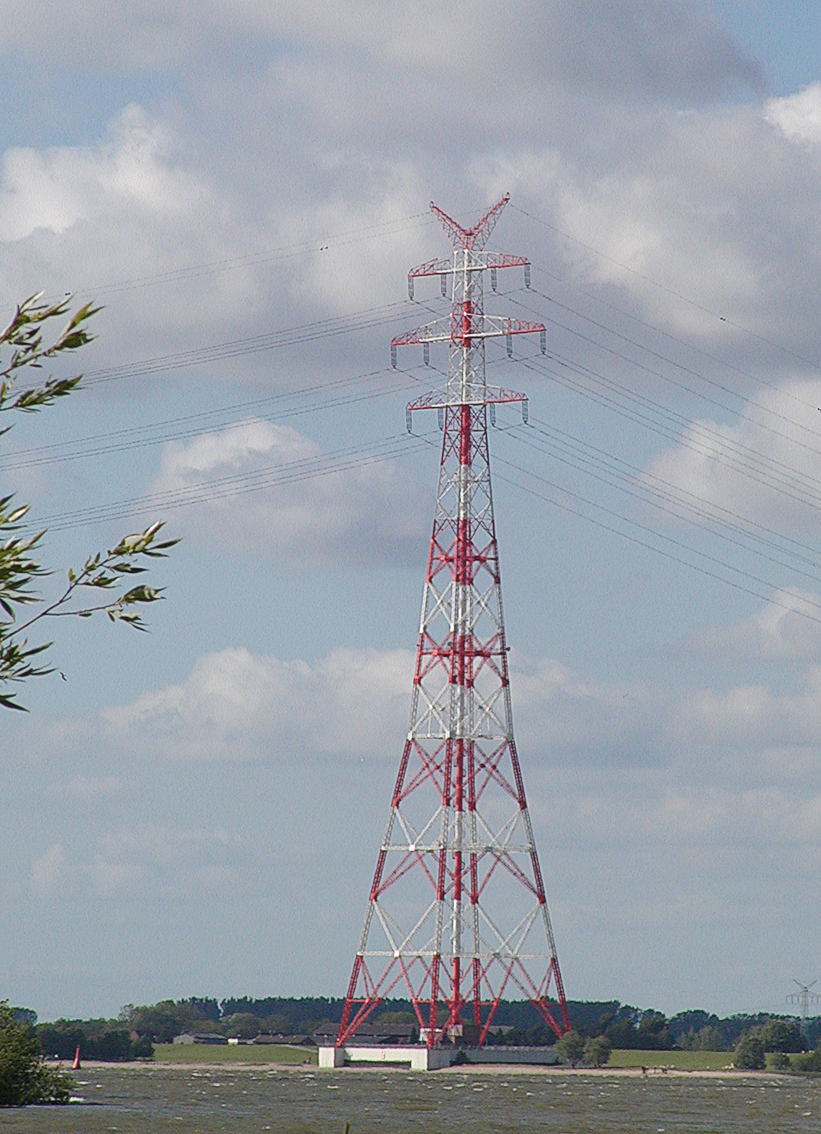
Tragmast Elbekreuzung 2 an der Hetlinger Schanze
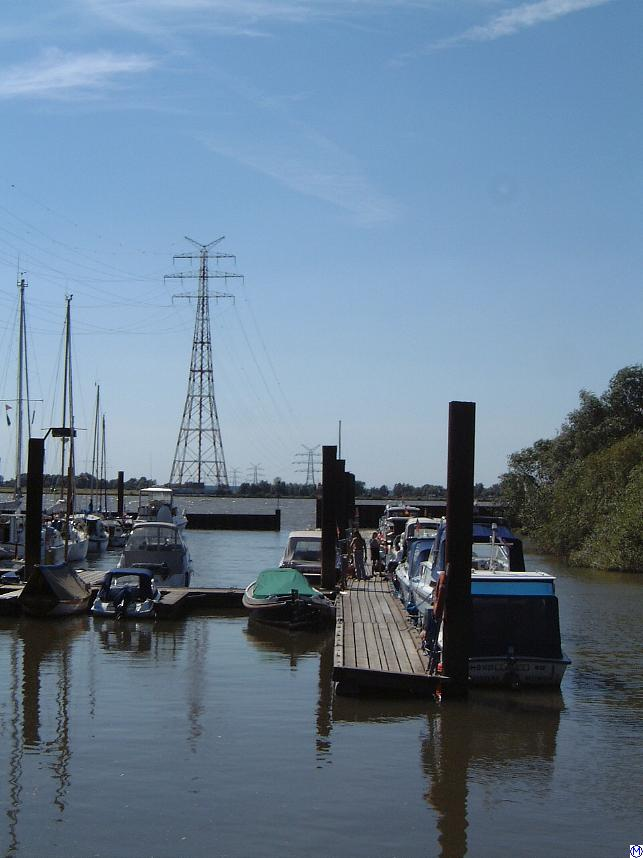
Tragmast Elbekreuzung 2 auf Lühesand
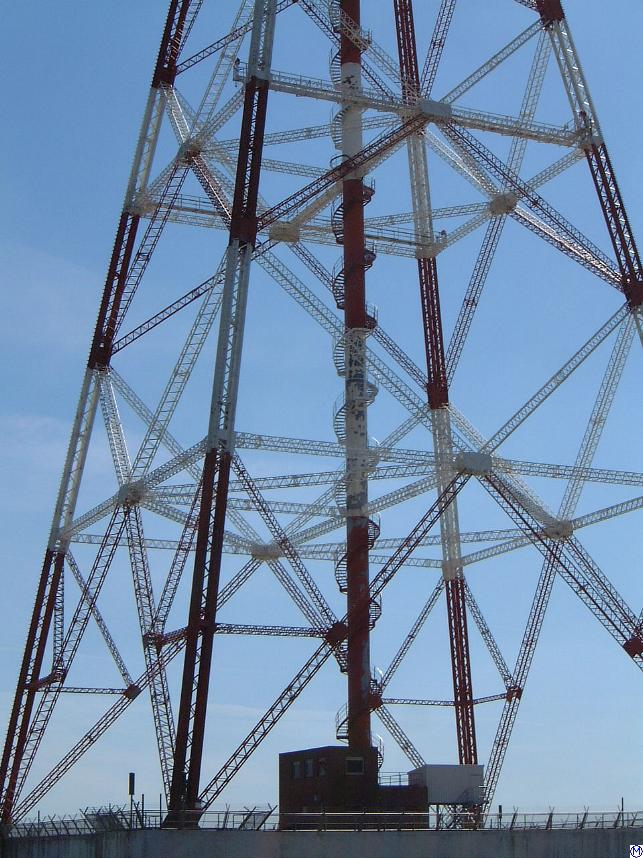
Unterbau des Tragmastes Hetlingen
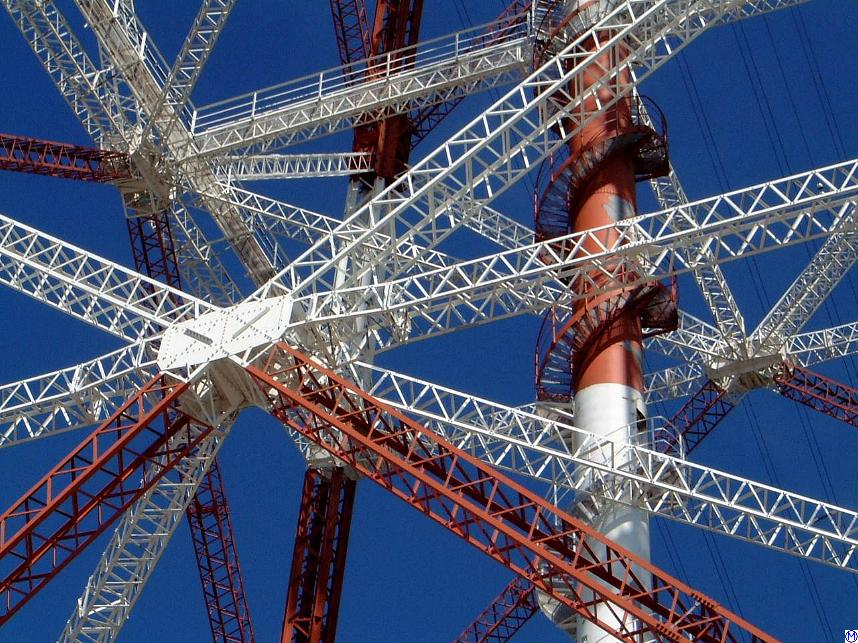
Detail des Tragmastes an der Hetlinger Schanze
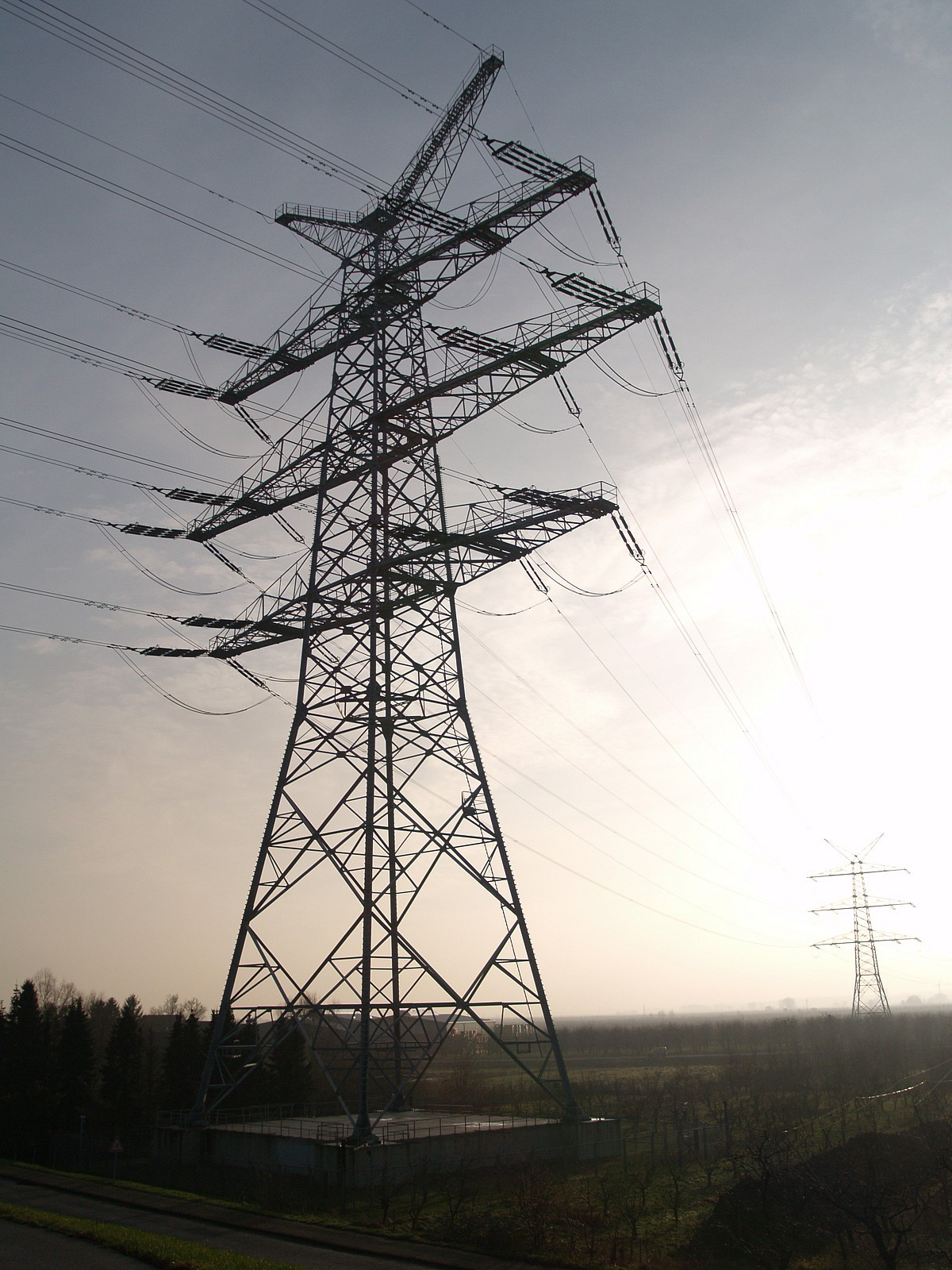
Abspannmast am Südufer. Die inneren Leiter der oberen Traverse waren hier noch ungenutzt und am Mast geerdet
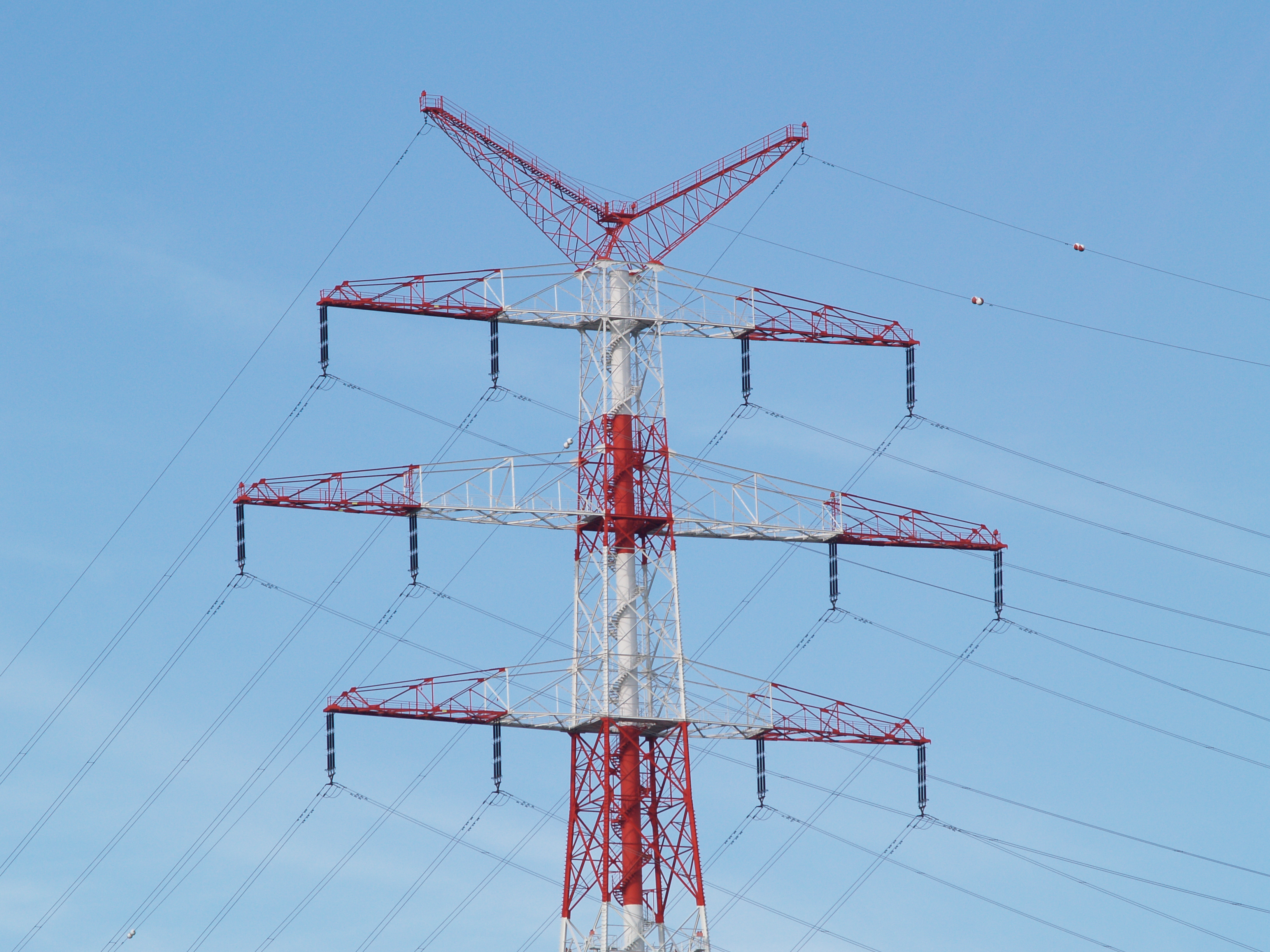
Traversen des Tragmastes auf der Insel Lühesand
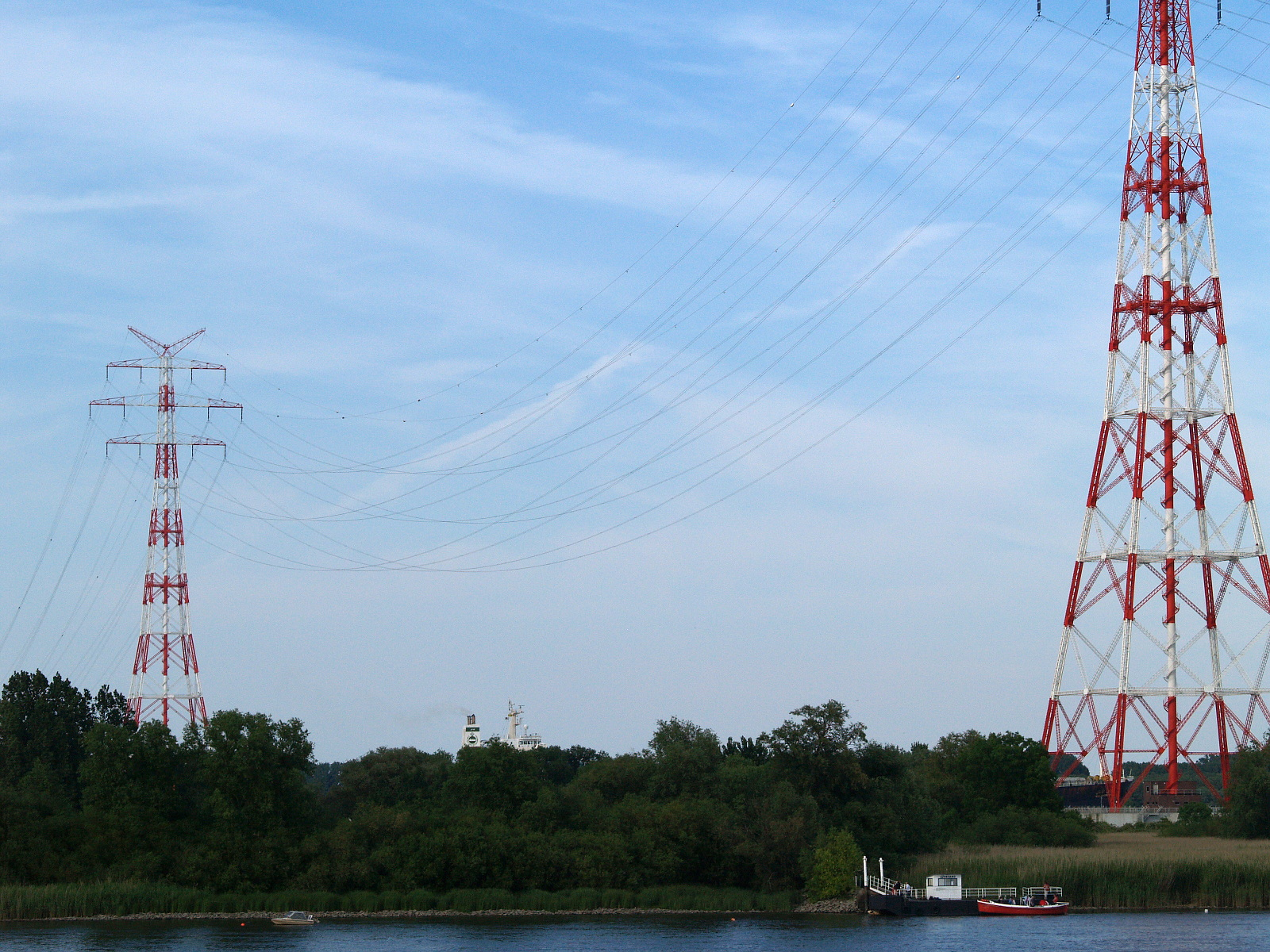
Ein Containerschiff (nur die Mastspitzen erkennbar) unterquert die Elbekreuzung 2
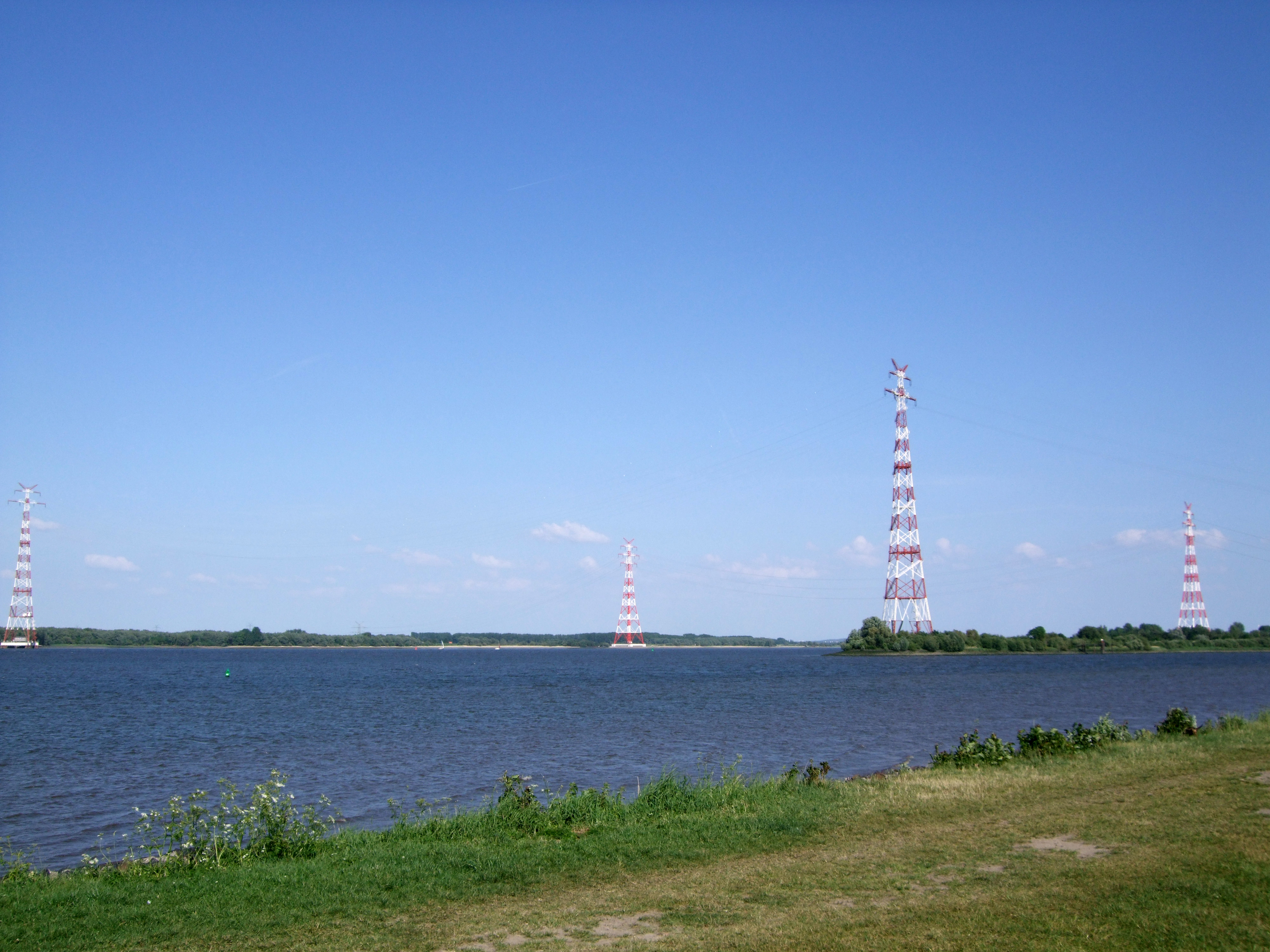
Vorn Elbekreuzung 1 (Masten 1 und 3 von links), dahinter Elbekreuzung 2 (Masten 2 und 4). Blick nach Osten elbaufwärts
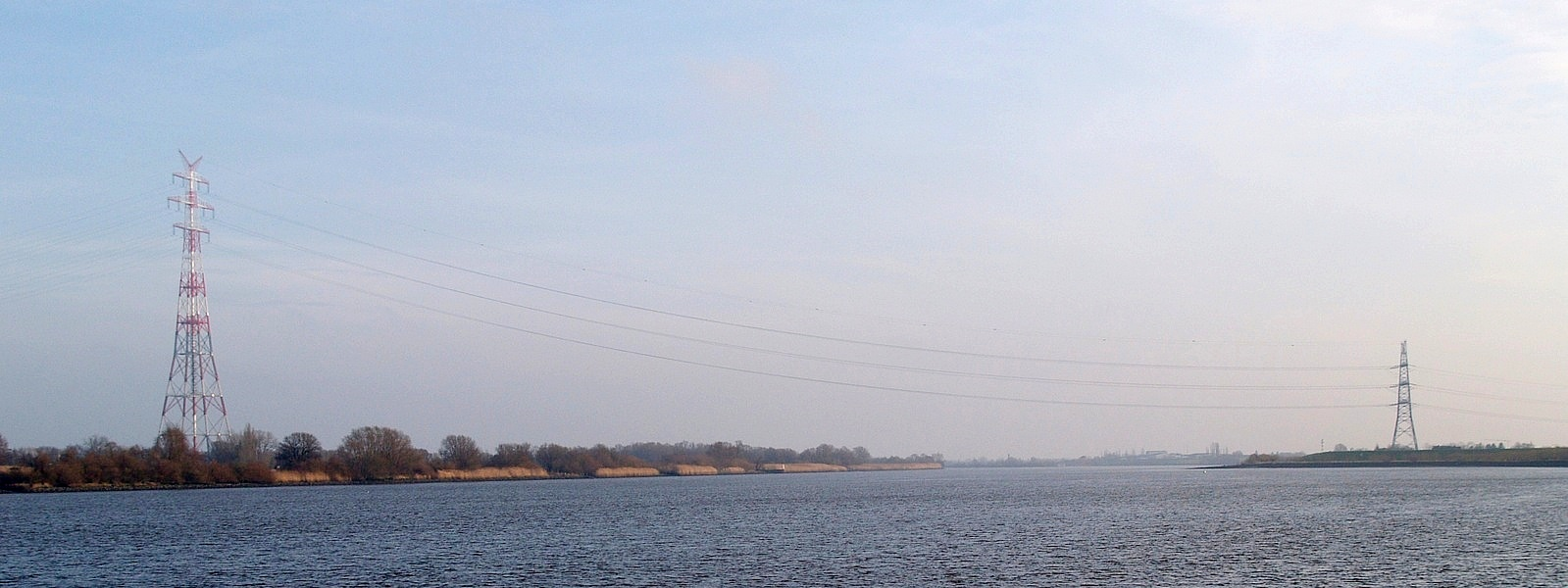
Ein seitlicher Blick auf den südlichen Teil der Elbekreuzung 2 zeigt, wie steil die Leitungen vom schon 76 m hohen Abspannmast (rechts) zum südlichen Tragmast aufsteigen müssen
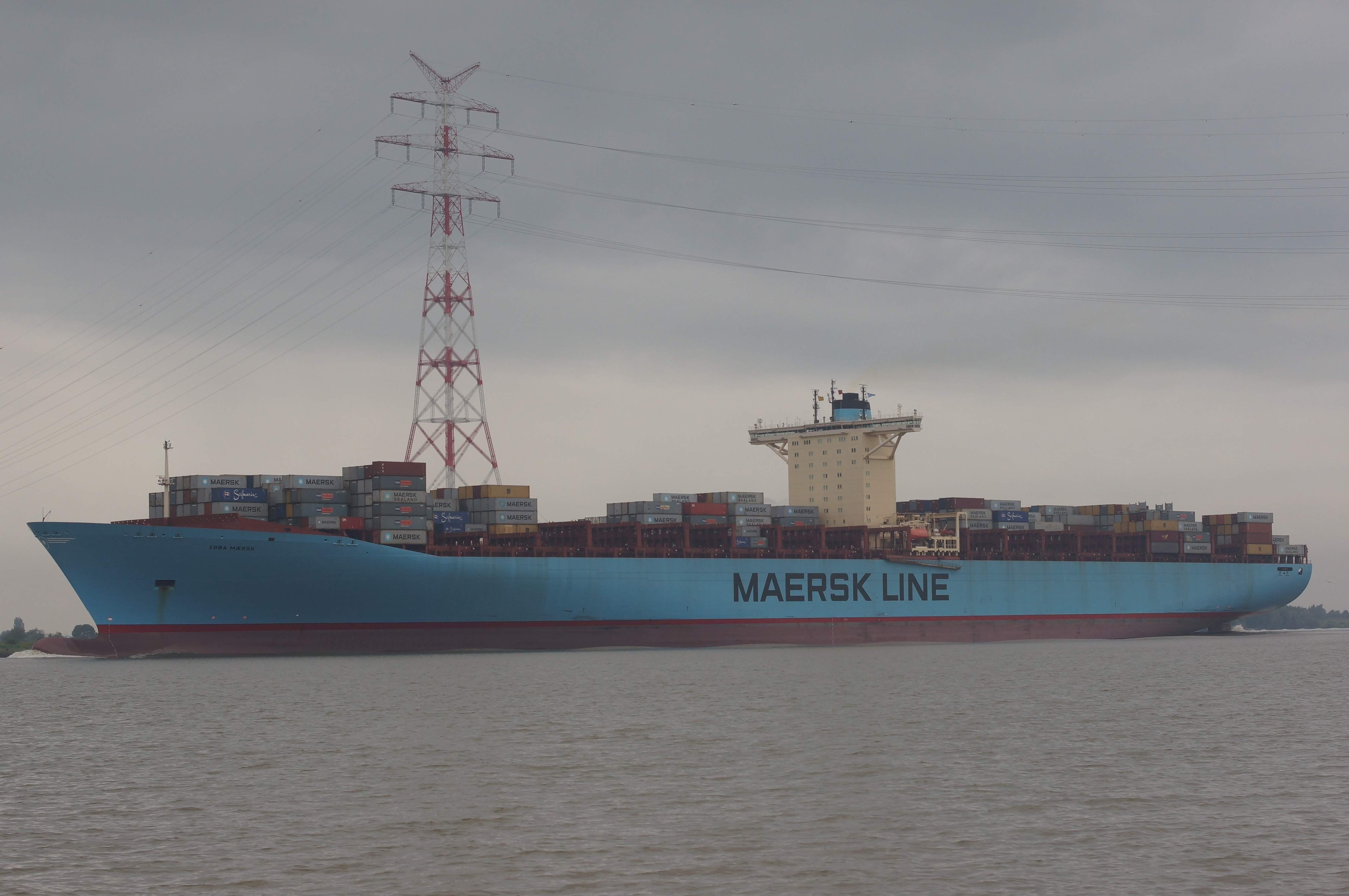
Containerschiff Ebba Mærsk (Länge 397,71 m) vor dem südlichen Tragmast der Elbekreuzung 2 (Höhe 227 m)

## Koordinaten
- Nördlicher Tragmast: 53° 36′ 9″ N, 9° 36′ 14″ O
- Südlicher Tragmast: 53° 35′ 40″ N, 9° 35′ 29″ O

- Karte mit beiden Koordinaten:
- OSM |
- WikiMap